# Isole della Croazia
Le isole della Croazia sono in totale 1 246, di cui circa una cinquantina sono abitate e coprono una superficie totale di circa 3 259 km². Sono definite isole (in croato: otok) quelle con una superficie maggiore di 1 km²; isolotti (otočić), se hanno una superficie inferiore al chilometro quadrato ma maggiore di 0,01 km²; mentre quelle minori di 0,01 km² sono definite scogli o rocce (hrid). Secondo questa classificazione, le isole sono 79 e le due maggiori sono Veglia e Cherso, ambedue con una superficie di 405 km²; gli isolotti sono 525 e gli scogli 642.
Da rilevare che il numero delle isole, isolotti e scogli oscilla nel corso del tempo, a causa delle modificazioni naturali e artificiali.
Le isole sono elencate secondo la suddivisione regionale croata, seguendo la collocazione geografica da nord-ovest a sud-est, con il loro nome italiano e quello croato tra parentesi in corsivo.

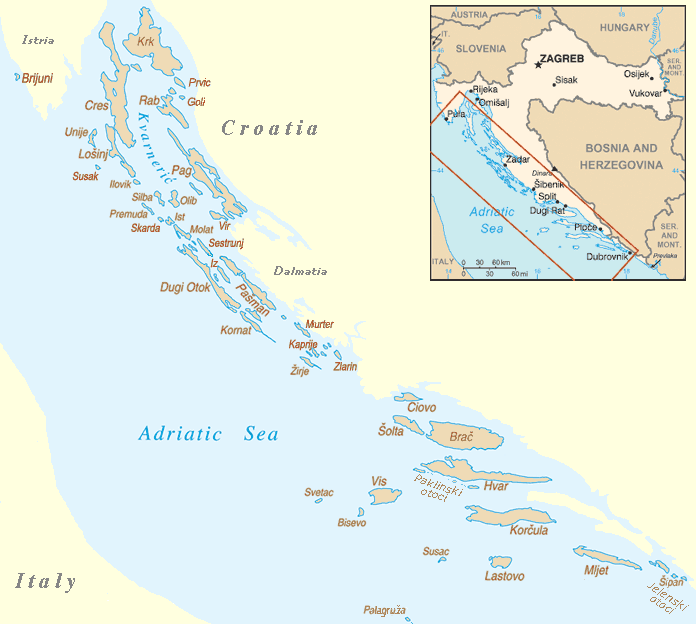
Isole della Croazia

## Istriane
Appartengono alle isole istriane, o istriane occidentali secondo la suddivisione croata (in croato Zapadnoistarski), tutte le isole adiacenti alla costa dell'Istria.
Isole nei pressi di Parenzo:
- Barbaran (Barbaran)
- San Nicolò (Sveti Nikola)
- Regata (Regata)
- Zontolo (Žontuja)
- Altese (Altijež)

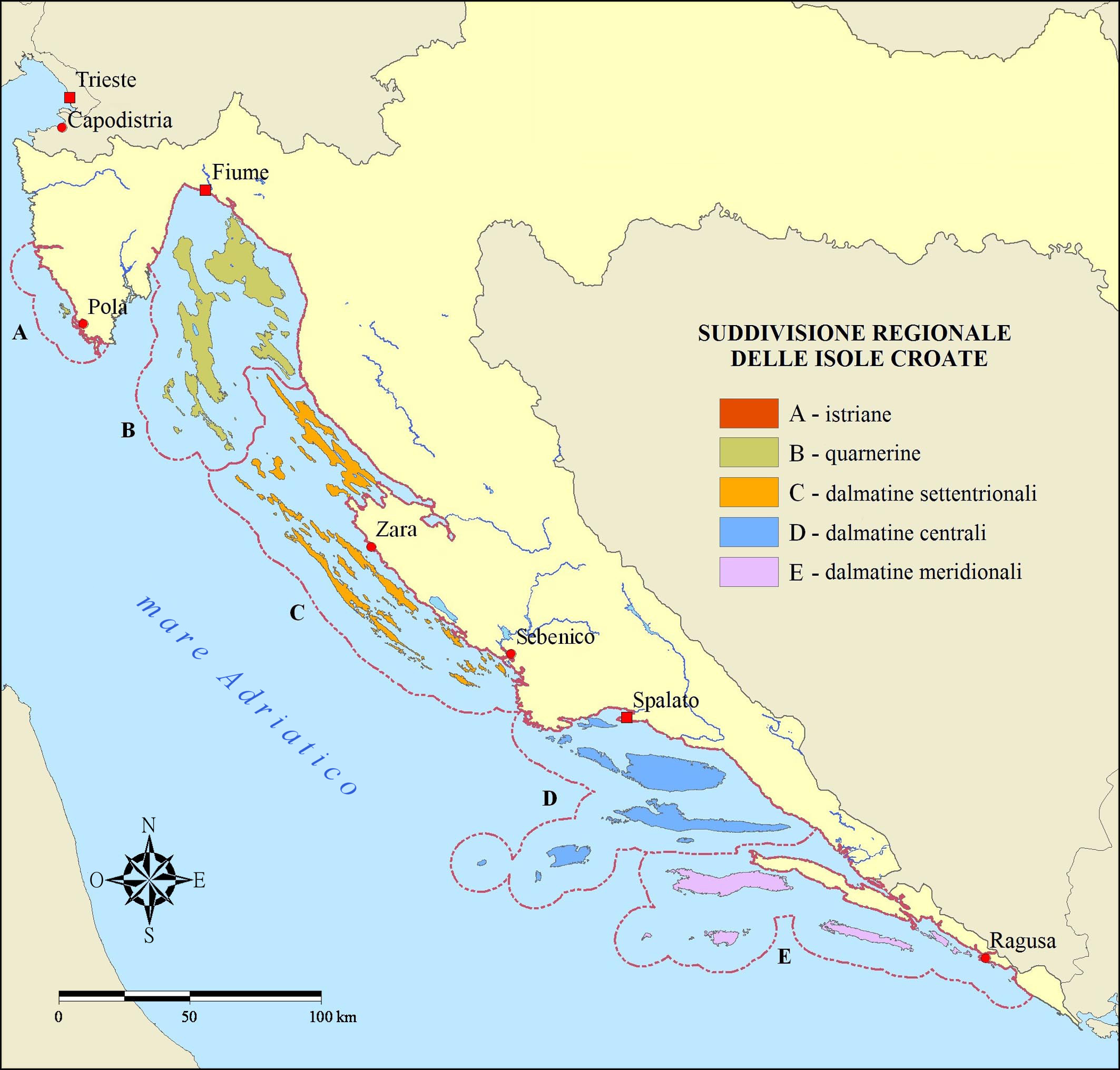
Suddivisione regionale delle isole della Croazia

Isole nei pressi di Fontane e Orsera:
- Orada (Orada)
- Bianco (Bili Školj)
- scoglio Santa Brigida (Fržital)
- Revera (Veli Školj)
- scoglio Riso (Školjić)
- Tondo Piccolo (Tovarjež)
- Tufo (Tuf)
- Tondo Grande (Gusti Školj)
- La Calle (Lakal)
- Fighera (Figarolica)
- isole Salomone (otoci Salamun)
- Verluzza (Mrlučica)
- Ciabatta (Cavata)
- Galliner (Galiner)
- San Giorgio (Sveti Juraj)
- Galopon (Galopun)
- La Longa (Lunga)
- Conversada (Kuvrsada o Koversada)

Isole nei pressi di Rovigno:
- Figarola Grande (Figarola)
- Figarola Piccola (Figarolica)
- Santa Caterina (Sveta Katarina)
- scoglio Bagnole (Banjol)
- scoglio di Montauro (Muntrav)
- scoglio del Samier (Samer)
- scoglio Piroso Piccolo (Mali Piruzi)
- scoglio Piroso Grande (Veli Piruzi)
- Sant'Andrea (Sveti Andrija o Crveni otok)
- Maschin (Maškin)
- Astorga (Sturag)
- San Giovanni (Sveti Ivan)
- San Giovanni in Pelago (Sveti Ivan na Pučini)

Isole a sud-est di punta Corrente e a nord dei Brioni:
- scoglio Polari (Pulari)
- scoglio Revera (Revera)
- Vestre (Veštar)
- Due Sorelle (Mala Sestrica e Vela Sestrica)
- Gustigna (Gustinja)
- Pissuglio (Pisulj)
- scoglio Colonna (Kolona)
- scoglio Porer (Porer)

Isole Brioni (Brijuni)
- San Marco (Sveti Marko)
- Brioni Minore (Mali Brijun)
- Gaza (Gaz)
- Toronda (Obljak)
- Zumpin grande (Supin)
- Zumpin piccolo (Supinić)
- Brioni Maggiore (Veliki Brijun)
- Gallia (Galija)
- Gronghera (Grunj)
- Vanga (Krasnica o Vanga)
- Madonna del deserto (Pusti otočić o Madona)
- Orsera (Vrsar)
- Cosada (Kotež o Kozada)
- San Girolamo (Sveti Jerolim)

Isole nel porto di Pola:
- scoglio Olivi (Uljanik)
- scoglio Santa Caterina (Sveta Katarina)
- scoglio Sant'Andrea (Sveti Andrija)

Isole tra Pola e il golfo di Medolino:
- Veruda (Veruda)
- Frascher Grande (Frašker)
- Frascher Piccolo (Fraškerić)
- scoglio Porer (Porer)
- Fenoliga (Fenoliga)

Isole nel golfo di Medolino:
- Fenera (Fenera)
- Cielo (Ceja)
- scoglio Sorzer (Šekovac)
- scoglio Santa Marina (Bodulaš)
- scoglio Trombolo (Trumbuja)
- Levan Grande (Levan)
- Levan Piccolo (Levanić)

Isole nel porto di Medolino:
- scoglio Pomer (Premanturski Školjić)
- scoglio Zuccon (Pomerski Školjić)

## Quarnerine
Le isole Quarnerine (in croato Kvarnerski) sono le isole del Quarnaro e Quarnarolo, dette anche isole Liburniche. Le due isole maggiori sono Cherso e Veglia.
- Cherso (Cres)
  - Plauno (Plavnik), Plauno Piccolo (Mali Plavnik) e isolotti Cormato (Kormati)
  - scoglio Zaglava (Zaglav)
  - scogli Ciutin (Ćutin Veli e Ćutin Mali)
  - Levrera (Zeča)
  - scoglio Visochi (Visoki)
- Lussino (Lošinj)
  - scogli Ossiri (Veli Osir e Mali Osir)
  - scoglio Zabodaschi (Zabodaski)
  - Mortar (Murtar)
  - scoglio delle Monache (Koludarc)
  - Oriole Grande (Vele Orjule)
  - Oriole Piccola (Male Orjule)
  - Tasorta (Trasorka o Tresorka)
  - Capra (Kozjak)
  - Asinello (Ilovik) e isola di San Pietro (Sveti Petar)
- Galiola (Galijola)
- Palazziol Grande o Palazzol Grande (Oruda) e Palazziol Piccolo o Palazzol Piccolo (Palacol)
- Unie (Unje)
  - Samuncel (Samunćel)
  - isolotto dei Sorci (Mišnjak)
  - Scolietto (Školjić)
- Canidole Grande (Vele Srakane) e Canidole Piccola (Male Srakane)
- Sansego (Susak)
- Veglia (Krk)
  - San Marco di Veglia (Sveti Marko)
  - Cassione (Košljun)
  - scoglio Zecia (Zečevo)
  - scoglio Gallon (Galun)
- Pervicchio (Prvić)
- San Gregorio (Sveti Grgur)
- Isola Calva (Goli Otok)
  - isolotti dei Gabbiani (Galebovi otoci)
  - scoglio Nudo Piccolo (hrid Mali Goli)
- Arbe (Rab)
  - Mamano (Maman)
  - isolotti Guarda (Sridnjak e Šailovac)
  - Stoliaz (Stolac)
  - scoglio Castellina (Kaštelina)
  - scoglio Lucovaz (hrid Lukovac)
  - San Giorgio (Sveti Juraj)
  - Lucovaz (Lukovac)
  - Mago (Mag)
  - isola dei Sorci (Mišnjak)
- Scogli Lagagne (Veliki Laganj e Mali Laganj)
- Dolin (Dolin)
- Scogli Dolfin (Dolfin e Mali Dolfin)
- Trestenico (Trstenik)

Isole lungo la costa, tra Novi e San Giorgio (Segna):
- San Martino (Sveti Marin)
- Sant'Antonio (Sveti Anton)
- scoglio Gimignago (Lisac)

## Dalmatine settentrionali
Le isole dalmatine settentrionali (Sjeverodalmatinski) comprendono le isole Liburniche meridionali, l'arcipelago zaratino, le isole Incoronate e l'arcipelago di Sebenico.

Isolotti nel canale della Morlacca, nella baia di Novegradi (Novigradsko more) e nel mare di Carino (Karinsko more):
- scoglio Piccolo (Mali Greben o Veli Školjić)
- scoglio Cavallo (hrid Konj)
- scoglio dell'Aquila (hrid Orlić)
- isolotti Rasanze (Ražanac Veli, Dolnji, Mali)
- scogli Scrapelli (hrid Škrpelji)
- scoglio Spiaggia (hrid Zališće)
- Santo Spirito (Sveti Duh)
- scoglio Banich (Karinski Školj)

### Isole Liburniche meridionali
- Scoglio Gruizza (Grujica)
- Pago (Pag)
  - scogli Sestacauzzi (hridi Šestakovci)
  - Palladino (Lukar)
  - San Paolo (Veli Sikavac)
  - Scanio (Mali Sikavac)
- Scherda (Škrda)
- Maon (Maun)
  - Isolotti Brusgnacco (Veli e Mali Brušnjak)
- Puschina (Pohlib)
- Magresina (Planik)
- Ulbo (Olib)
  - Moronigo (Morovnik)
  - scoglio Sib (Šip o Sip)
  - scoglio Lupo (hrid Kurjak)
- Selve (Silba)
- Premuda (Premuda)
  - Lutestrago (Lutrošnjak o Strošnjak)
  - Siluni (Kamenjak)
  - Creal (hrid Hripa)
  - Masarine (hrid Masarine)
  - Plicca (Plitka Sika)
  - Brasici (Bračići)
- Scarda (Škarda)
- Scogli Pettini (Silbanski grebeni)
- Isto[5] (Ist)
  - scoglio Crisizza (Križica o Križica vela)
  - Vodegna (Vodenjak)
  - Sorelle (Sestrice)
  - Dossaz (Dužac)
  - Cernicova (Črnikovac)
  - scoglio Benussi (Benušić)
  - Oliveto (Maslinjak)
  - Petroso (Kamenjak)
- Melada (Molat)
  - Risgnacco (Rižnjak)
  - isolotto del Conte (Knežačić)
  - Rotondo (Obljak)
  - Tramerca (Tramerka)
  - Tramerca Piccolo (Tramerčica)
  - Pietroso (Lušnjak-Kamenjak)
  - Berguglie (Brguljski otočić)
  - Lipiccio (Mladinj)
  - Asino (Tovarnjak)

### Arcipelago zaratino
- Puntadura (Vir)
- Leporine (Zečevo)
  - isolotto dei Sorci (Mišjak)
- Isola Lunga (Dugi Otok)
  - Nudo (Golac)
  - Bastiago (Bršćak)
  - scogli Bacili (Lagnići)
  - Sferinaz (Zverinac)
  - Asinello (Magarčić o Magacić)
  - isolotti Platana (Veli e Mali Platanak)
  - Utra (Utra)
  - Martignacco (Mrtovnjak)
  - Rava (Rava)
  - Oliveto (Maslinovac)
  - Santo Stefano (Luški otok)
  - Carchenata (Krknata)
  - Laudara (Lavdara)
  - isolotti Scoglio (Burnji Školji e Donji Školji)
  - isolotti Ghermignago (Garmenjak Veliki e Garmenjak Mali)
  - Taler (Mežanj)
- Ton Grande (Tun Veli)
  - Ton Piccolo (Tun Mali)
- Sestrugno (Sestrunj)
- Tre Sorelle (Tri Sestrice)
- Rivani (Rivanj)
- Eso (Iž)
  - isolotto del Conte (Knežak)
  - Dragoves (Mrtovnjak)
- Ugliano (Ugljan)
  - Idolo (Idula)
  - Calugerà (Ošljak)
  - San Paolo (Galovac)
  - isolotto dei Sorci (Mišnjak)
  - scoglio Grande (Veli Školj)
- Pasman o Pasmano (Pašman)
  - Galesno (Galešnjak)
  - Sant'Andrea (Babac)
  - Cossara (Košara)
  - Sisagno (Žižanj)
- Gangaro (Gangaro)
- Isolotti Cottola (Vela, Mala e Runjava Kotula)
- Obun (Obun)
- Vergada (Vrgada)
  - Cossina (Kozina)
  - Artine (Artina)
  - Sebinata (Šipnata)
- Morvegne (Murvenjak)

Isole adiacenti alla costa dalmata a sud di Zaravecchia:
- Santa Caterina (Sv. Katarina)
- Ostaria (Oštarije)
- Santa Giustina (Sv. Justina)
- Scogli Babugliaz (Babuljaš e Veli Školj)
- Scogli Zovinzi (Žavinac Veli e Mali)

### Isole Incoronate
- Isolotti Balabra (Balabra Velika e Balabra Mala)
- Sit (Sit)
- Sitno (Šćitna)
- Gangarol (Gangarol)
- Curba Piccola (Kurba Mala)
- Brisgnago (Brušnjak)
- Scogli Scala (Skala Velika e Skala Mala)
- Glavoch (Glamoč)
- Zut (Žut)
  - Taverna (Tovarnjak)
  - Gustaz (Gustac)
  - Scogli Bisaccia (Bisaga Vela e Bisaga Mala)
  - Abba di Zut (Žutska Aba)
- Abba Superiore (Gornja Aba)
- Sversciata Grande (Svršata Velika)
- Dagna Grande (Velika Dajna)
- Catena (Katina)
- Isolotti Bucci (Buč Veli e Buč Mali)
- Abba Grande (Aba Vela)
- Incoronata (Kornat)
- Due Sorelle (Sestrica Vela e Sestrica Mala)
- Scillo (Šilo Velo)
- Lavernata (Levrnaka)
  - scogli Obrucian (Obručan Veli e Obručan Mali)
- Boronigo (Borovnik)
- Balon (Balun)
- Bisaccia (Bisaga)
- Mana (Mana)
- Oliveto (Maslinjak)
- Isolotti Idra (Rašip Veli, Mali e Rašipić)
- Corignago (Koritnjak)
- Gustaz (Gustac)
- Peschiera (Piškera)
  - isolotti Panitola (Panitula Veli e Panitula Mala)
- Laussa (Lavsa)
- Gustaz (Gustac)
- Isolotto del Cappellaio (Klobučar)
- Casella (Kasela)
- Isolotti Prisgnago (Prišnjak Veli e Prišnjak Mali)
- Vodegna (Vodenjak)
- Lunga (Lunga)
- Gomigna (Gominjak)
- Zaccan (Ravni Žacan)
- Zaccan Petroso (Kameni Žacan)
- Monte (Škulj)
- Smogvizza (Smokvica Vela)
- Babinagusizza (Babina Guzica)
- Isolotti Sgrisagne  (Skrižanj Veli e Skrižanj Mali)
- Martignacco (Mrtovnjak)
- Curba Grande (Kurba Vela)
- Purara (Purara)
- Isolotti Germignago (Garmenjak Veli e Garmenjak Mali)
- Ocluzze (Oključ)
- Luce Marina (Lucmarinjak)
- Isolotti Opus (Puh)
- Samogrado (Samograd)

### Arcipelago di Sebenico
- Morter (Murter)
  - Arta Grande (Arta Velika)
    - Isolotti Artizze (Artica e Artica Mala)

  - Arta Piccola (Arta Mala)
  - Radel (Radelj)
  - Simignago (Zminjak)
  - scogli Vinik (Vinik Veliki e Vinik Mali)
  - Teglina (Tegina)
  - Luttaz (Ljutac)
  - Boronigo (Borovnik)
  - Gerbosniac (Hrbošnjak)
  - Bisaccia (Bisaga)
  - Oliveto (Maslinjak)
  - scogli Drasenachi (Dražemanski)
  - scogli Coccogliari (Kukuljari)
- Nella baia di Slosella:
  - scoglio Spliciaz (hrid Splićak)
  - Santo Stefano (Sustipanac)
- Scogli Tetevisgnach (Tetovišnjak)
- Caino (Sovljak)
- Lucconigo (Lukovnik)
- Lucorano (Logorun)
- Provicchio (Prvić)
  - Luppaz (Lupac)
- Diat (Tijat)
- Smolan (Zmajan)
  - Bagnevaz (Bavljenac)
  - Obognano (Obonjan)
  - isolotti Sorelle (Sestrica Vela e Sestrica Mala)
- Dugoino (Dugo)
- Comorisco (Komorica)
- Capri (Kaprije)
  - Percevaz (Prčevac)
  - isolotti dei Sorci (Mišjak Veli e Mišjak Mali)
  - Rauna Grande (Ravan)
- Cacan (Kakan)
  - isolotti Borogna (Borovnjak Veli e Borovnjak Mali)
  - isolotti Camene (Kamešnjak Veli e Kamešnjak Mali)
- Zlarino (Zlarin)
  - Drevenico (Drvenik)
  - Cherbela Grande (Krbela Vela) e Cherbela Piccola (Krbela Mala)
  - Rotondo (Oblik)
- Crappano (Krapanj)
- Zuri (Žirje)
  - Rapagna (Raparašnjak)
  - Gerbosniac (Hrbošnjak)
  - Masirina (Mažirina)
  - Cosmerga (Kosmerka)
  - Lucietta (Blitvenica)
  - Sella (Sedlo)

Isolotti tra porto di Sebenico Vecchio e Rogosnizza:
- Plana (Tmara)
- Smoquizza (Smokvica)
- Luccogna (Lukovnjak)
- Maslignago (Maslinovik)
- Gherbavaz (Grbavac)
- Suilan (Svilan)
- San Simone (Jaz)
- isolotto del Porto (Lukvenjak)
- isolotti Smoquizza (Smokvica Vela e Smokvica Mala)

## Dalmatine centrali
Fanno parte delle dalmatine centrali (Srednjodalmatinski) le isole di Solta, Brazza, Lesina e gli arcipelaghi di Traù e di Lissa.
- Sant'Arcangelo (Arkanđel)
- Scogli Cluda (Kluda)
- Barbarinazza (Barbarinac)
- Solta (Šolta)
  - Arcipelago di Maslinica (Maslinički škoji)
    - Santo Stefano (Stipanska)
- Brazza (Brač)
  - Smerduglia (Mrduja)
- Lesina (Hvar)
  - isole Spalmadori (Paklinski)
    - Martellozzi Grande (Vodnjak Veliki)
    - San Clemente (Sveti Klement)
    - Forca (Marinkovac)
    - Pocognidol (Pokonji Dol)
- Torcola (Šćedro)
- Scogli Bacili (Lukavci)

### Arcipelago di Traù
- Zirona Grande (Drvenik Veli)
  - isolotti Carnasce (Krknjaš Veli e Krknjaš Mali)
  - Orut (Orud)
- Zirona Piccola (Drvenik Mali)
- Bua (Čiovo)
  - Sant'Eufemia (Sveta Fumija)

### Arcipelago di Lissa
- Lissa (Vis)
  - San Giorgio o Ost (Host)
  - Pettine (Greben)
  - isolotti Lingua (Veli e Mali Paržanj)
  - scogli Budinaz (Veli e Mali Budikovac)
  - Piano (Ravnik)
  - scogli Bargiane (Veli e Mali Barjak)
- Busi (Biševo)
- Sant'Andrea in Pelago (Svetac)
  - Meliselo (Brusnik)
- Isolotto Pomo (Jabuka)
- Isole di Pelagosa
  - Pelagosa (Palagruža)
  - Cajola (Galijula)

## Dalmatine meridionali
Appartengono alle dalmatine meridionali (Južnodalmatinski) le isole Curzolane, le isole adiacenti alla penisola di Sabbioncello, le Elafiti, l'isola di Lacroma e gli scogli Pettini.

### Isole Curzolane
- Curzola (Korčula)
  - Chenesa Grande (Vela Kneža)
  - Arcipelago di Curzola o isole Skoij (Korčulansko otočje)
    - Badia (Badija)
    - Plagna (Planjak)
    - Maisan (Majsan)
    - Due Sorelle (Sestrice)
    - Petrara (Vrnik)
    - Gubavaz (Gubavac)
    - Santa Barbara (Sutvara)
    - Bisaca (Bisače)

  - Rotondo (Obljak)
  - La Lima (Zvirinovik)
  - Trestenico (Trstenik)
  - Bersici Grande (Veli Pržnjak)
  - Planchetta (Pločica)
  - Vesparo (Ošjak)
  - Provescia (Proizd)
    - scogli Bacili (hrid Prvi e hrid Izvanjski)
- Meleda (Mljet)
  - Palma (Pomeštak)
  - Morasnig (Moračnik)
  - Cobrava (Kobrava)
  - Badagno (Badanj)
  - Gallicia (Galičnjak)
  - Borofcich (Borovac)
  - scoglio Grande  (Veli Školj o Planjak).
  - Cima di Meleda (Veliki Školj)
  - Priechi  (Prećski Školj o Preč).
  - Seccanera (Kosmač)
  - Luccovaz (Lukovac)
  - Ariete (Brnjestrovac)
- Arcipelago di Lagosta (Arhipelag Lastovo)
  - Lagosta (Lastovo)
  - Chiave (Zaklopatica)
  - San Giorgio (Prežba)
  - Velaseni (Vlašnik)
  - Bratina (Bratin)
  - Marchiara (Mrčara)
  - Lagostini Occidentali (Lastovnjaci)
  - Lagostini Orientali (Vrhovnjaci)
  - Cazziol (Kopište)
  - Cazza (Sušac)

Isolotti e scogli adiacenti alla penisola di Sabbioncello:
- Dina (Divna)
- scogli Sestrizze Pletaschi
- scoglio della Madonna (Gospin Školj)
- scogli di Briesta
  - Dubovaz (Dubovac)
  - Taian (Tajan)
- Bagnisola (Banja)
- isola della Vita  (Otok Života)
- scoglio Grande (Veliki Školj)
- Alessandria (Lirica)
- Dincase (Dingački Školj)
- Bugotovaz (Bogutovaz)

Isole nel comune di Slivno:
- Ossini (Osinj)
- Rudagh (Klještac)

### Isole Elafiti
- Olipa (Olipa)
- Isola Liciniana (Jakljan)
  - Taian (Tajan)
  - Cerquina (Crkvina)
  - Cosmaz (Kosmeč)
- Giuppana (Šipan)
  - isolotto dei Sorci (Mišnjak)
- Ruda (Ruda)
- Isola di Mezzo (Lopud)
- Calamotta (Koločep)
- Sant'Andrea  (Sveti Andrija)
- Dassa (Daksa)
- Scogli Pettini (Grebeni)

Isole a sud di Ragusa:
- Lacroma[6] (Lokrum)
- scogli Pettini (Cavtaski Grebeni)
  - Marcana (Mrkan)
  - Bobara (Bobara)
- scoglio San Pietro (Supetar)
- Molonta (Molunat)

## Isole fluviali e lacustri
- Isola di Šarengrad (Šarengradska ada)
- Sustipanaz (Stipanac)
- Vissovaz (Visovac)